# Verbindungskurve

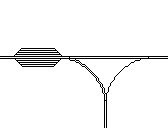
Verbindungskurve zur Umfahrung eines Bahnhofs

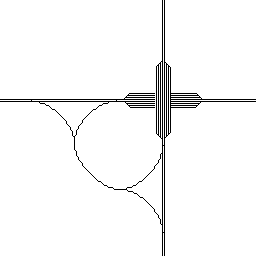
Verbindungskurve zur Verbindung der Strecken eines Turmbahnhofs

Im Eisenbahnwesen versteht man unter einer Verbindungskurve, einer Verbindungslinie, einem Verbindungsbogen oder einer Verbindungsschleife ein kurzes Streckenstück, das bei zwei zusammentreffenden oder kreuzenden Eisenbahnstrecken Zügen eine zusätzliche Übergangsmöglichkeit von einer Strecke auf die andere bietet. Das Zusammentreffen der Strecken erfolgt häufig innerhalb eines Bahnhofs, wobei die Verbindungskurve normalerweise außerhalb des Bahnhofs gelegen ist. Beginn und Ende der Verbindungskurve können auch Abzweigstellen bilden. In der Regel wird der Bahnhof von den Zügen, die die Verbindungskurve nutzen, nicht durchfahren. Insofern stellt die Verbindungskurve die einfachste und häufigste Form einer Umgehungsbahn dar.
Diese Verbindungskurven dienen zum Beispiel bei Strecken, die aus der gleichen Himmelsrichtung in einem Bahnhof zusammenlaufen, dazu, einen Fahrtrichtungswechsel der Züge im Bahnhof und das damit zumeist verbundene zeitaufwändige Umsetzen der Lokomotive an das andere Zugende zu vermeiden. Bei Kopfbahnhöfen führen sie Güterzüge und andere durchfahrende Züge am Bahnhof vorbei. Bei Turmbahnhöfen dienen Verbindungskurven zum Übergang zwischen den planfrei kreuzenden Strecken. Dabei gibt es die Fälle, dass Züge, die die Verbindungskurve nutzen, sowohl den oberen als auch den unteren Bahnhofsteil nacheinander, nur einen Bahnhofteil oder keinen der beiden Bahnhofsteile durchfahren müssen.
Verbindungskurven sind häufig aufgrund veränderter Verkehrsströme gebaut worden. Vielfach sind oder waren sie für Umleitungen bei Streckensperrungen bestimmt. Dies galt insbesondere im Zusammenhang mit Kriegszerstörungen. Oft wurden sie aus strategischen Gründen vorsorglich angelegt, wobei hier zumeist die Umgehung großer Eisenbahnknoten oder aufwändiger Brücken im Falle der Zerstörung ermöglicht werden sollte.

## Beispiele

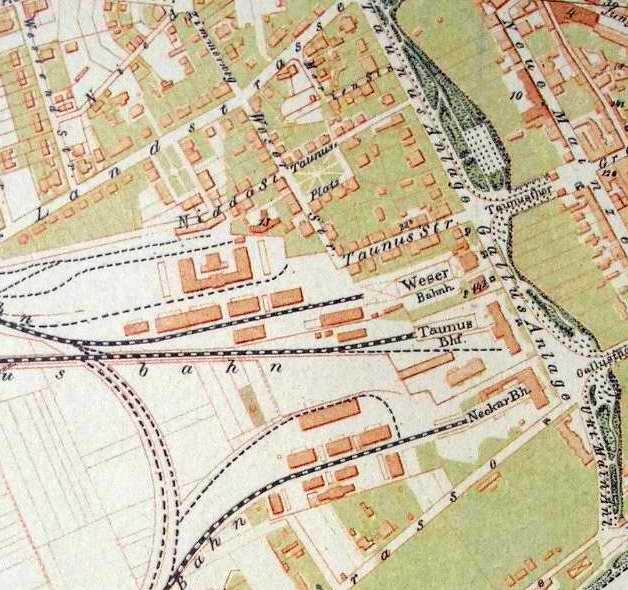
Die ehemaligen Frankfurter Westbahnhöfe mit Verbindungskurve

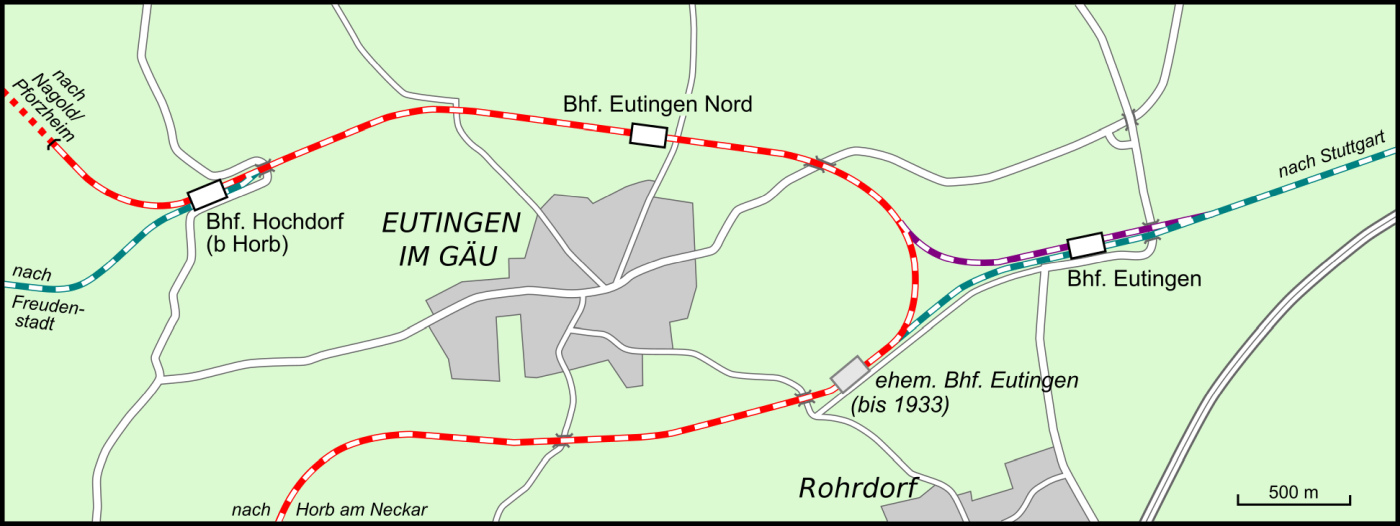
Gäubahn: Verbindungskurve bei Eutingen

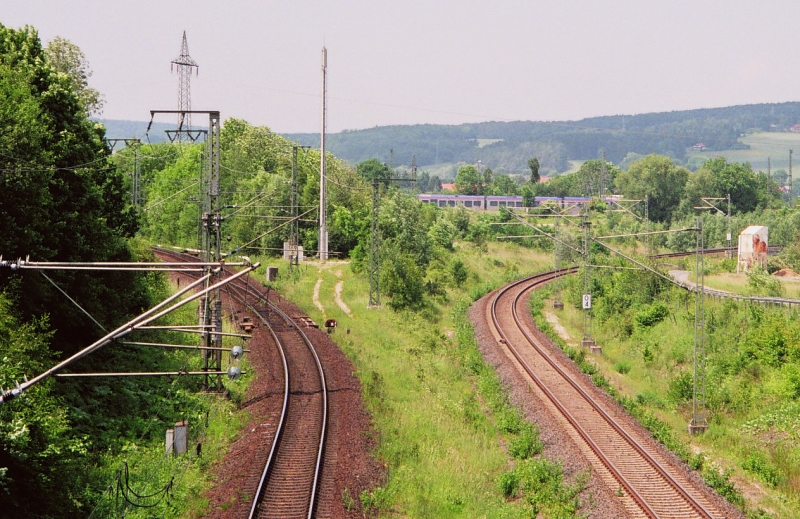
Beispiel: Eichenberger Kurve, links zum Bahnhof, im Hintergrund ein Triebwagen auf der Nord-Süd-Strecke

- Die Nantenbacher Kurve verbindet die Bahnstrecke Würzburg–Aschaffenburg mit der Schnellfahrstrecke Hannover–Würzburg und verkürzt somit die Schienenweglänge zwischen Aschaffenburg und Würzburg um etwa zehn Kilometer.
- Für die drei aus westlicher Richtung auf Frankfurt zuführenden Bahnstrecken, die Taunus-Eisenbahn von Wiesbaden (1839), die Bahnstrecke Frankfurt am Main–Heidelberg (1846) und die Main-Weser-Bahn von Kassel (1850) entstanden am damaligen Stadtrand von Frankfurt die drei nebeneinander liegenden Westbahnhöfe: Der Main-Weser-Bahnhof (1850), der Taunusbahnhof (1839) und der Main-Neckar-Bahnhof (1848). Die Strecken aller drei Bahngesellschaften waren westlich der jeweiligen Bahnhofsanlagen bis zur Eröffnung des Frankfurter Hauptbahnhofs durch eine Verbindungskurve miteinander verbunden.
- Mit der Inbetriebnahme der Bahnstrecke Aachen–Tongern am 28. Februar 1917 wurde die Bahnstrecke Lüttich–Maastricht in Visé gekreuzt und an dieser Stelle eine Verbindungskurve errichtet.
- Auf der Bahnstrecke Eutingen im Gäu–Freudenstadt wurde 1933 der vormalige Wendebahnhof Eutingen verlegt und eine Verbindungskurve gebaut, wodurch das Kopfmachen der Züge entfiel.
- Zwischen der badischen Schwarzwaldbahn und der württembergischen Bahnstrecke Plochingen–Immendingen wurde 1934 die Bahnstrecke Tuttlingen–Hattingen eröffnet, die den Fahrtrichtungswechsel in Immendingen vermeidet.
- Die Berliner Kurve ist eine 4,9 km lange Eisenbahnstrecke östlich der nordhessischen Kleinstadt Bebra. Die zweigleisige, elektrifizierte Verbindungskurve ermöglicht eine direkte Fahrt von der aus Eisenach kommenden Bahnstrecke Halle–Bebra in südwestlicher Richtung auf die Bahnstrecke Bebra–Fulda.
- Die Eichenberger Kurve ermöglicht Fahrten von Erfurt/Halle nach Göttingen–Hannover, obwohl beide Strecken von Nordosten auf den Bahnhof Eichenberg treffen.
- Die Höfleiner Kurve verbindet die Bahnstrecke Bamberg–Rottendorf mit der Bahnstrecke Bamberg–Hof, um aus Richtung Schweinfurt / Würzburg kommend ohne Fahrtrichtungswechsel – unter Umfahrung des Bahnhofs Bamberg – in Richtung Hallstadt (b Bamberg) zu fahren (und umgekehrte Richtung).
- Die Rosenheimer Kurve wurde 1982 von der ÖBB angelegt, um die das Deutsche Eck befahrenden Züge beim Wechsel von der Bahnstrecke Rosenheim–Salzburg zur Bahnstrecke Rosenheim–Kufstein Grenze nicht in Rosenheim wenden zu müssen.
- Über die Verbindungskurve Weißig–Böhla bei Dresden werden zur verkehrlichen Entflechtung Fern- und schnelle Güterzüge von der Bahnstrecke Leipzig–Dresden auf die Bahnstrecke Berlin–Dresden geführt. Fernzüge fahren nach etwa 13 Kilometern, wo sich die beiden Strecken nach einem parallelen Verlauf kreuzen, wieder auf der Bahnstrecke von Leipzig Richtung Dresden weiter.
- In der Schweiz wurde 1940 die „Kriegsschleife“ zwischen Rothrist und Zofingen erstellt, um den Knotenpunkt Olten gegebenenfalls umfahren zu können. Seit 2004, nach dem Neubau der Strecke Mattstetten-Rothrist  Bahn 2000 wird diese Strecke auch fahrplanmäßig von InterCity-Zügen Bern-Luzern befahren.